# 塔尔西城堡

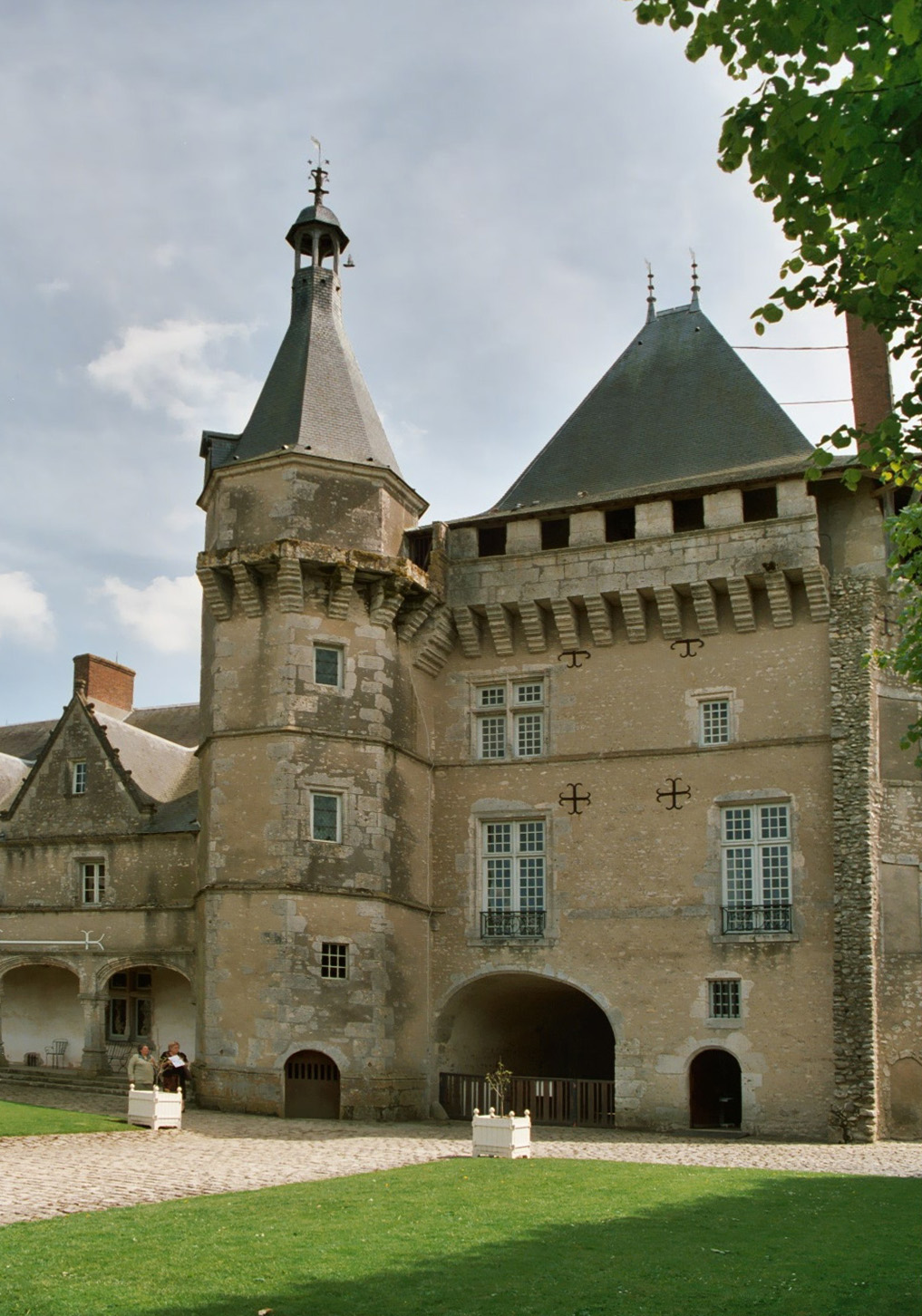

塔尔西城堡（Château de Talcy）是法国的一座16世纪城堡，位于中央-卢瓦尔河谷大区卢瓦尔-谢尔省中北部布卢瓦区的市镇塔尔西，卢瓦尔河以北。在13世纪的堡垒的基础上，17世纪20年代增建了侧翼。18世纪进行了现代化改造，内部得以保留。1906年列为法国历史遗迹，自1933年起归国家所有。城堡对游客开放，每年有20000名游客参观。

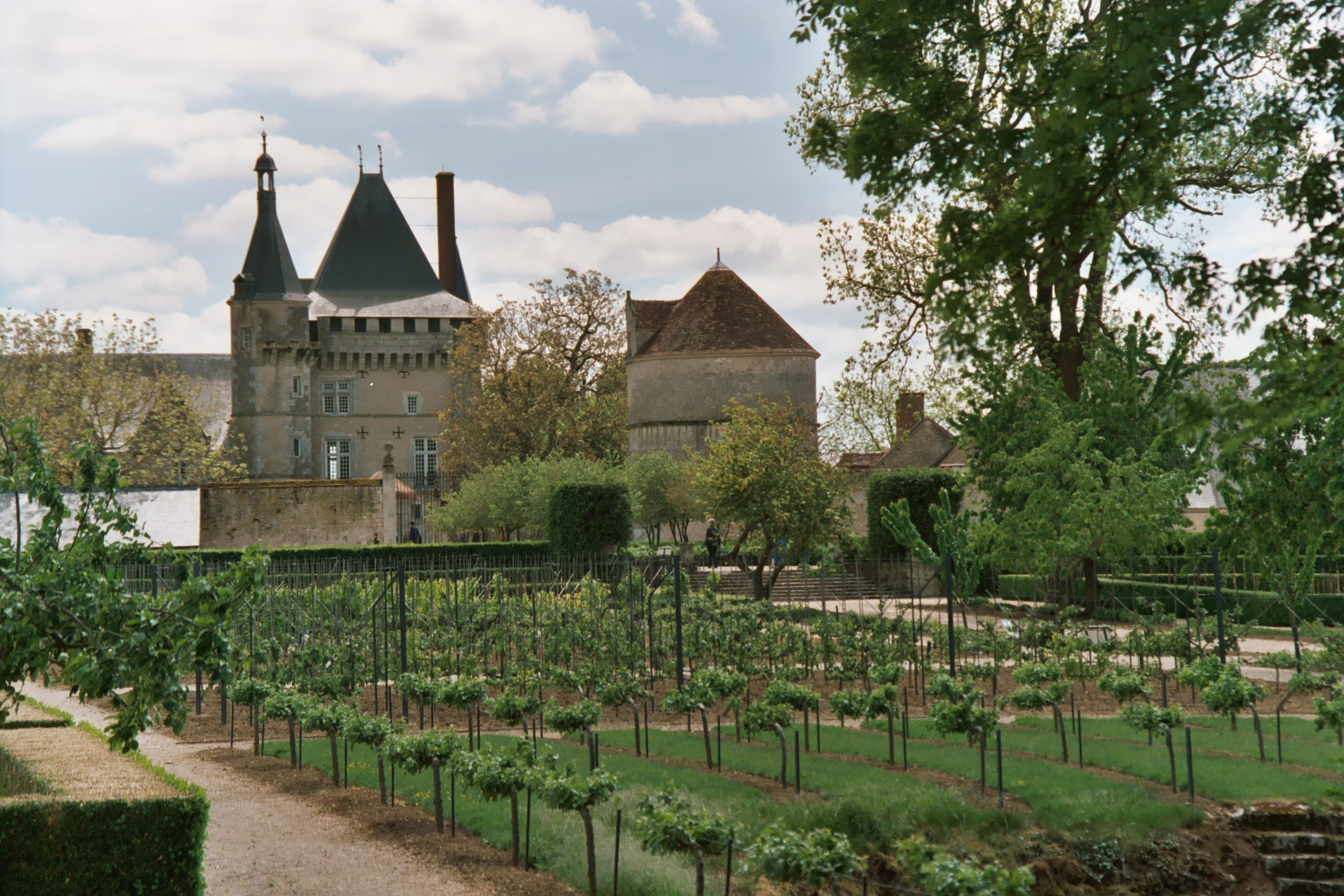

城堡中有美第奇家族房间（Chambre de la Médicis），1572年6月28日和29日，太后凯瑟琳·德·美第奇和国王查理九世在“塔尔西会议”期间，策划了圣巴多罗买大屠杀。

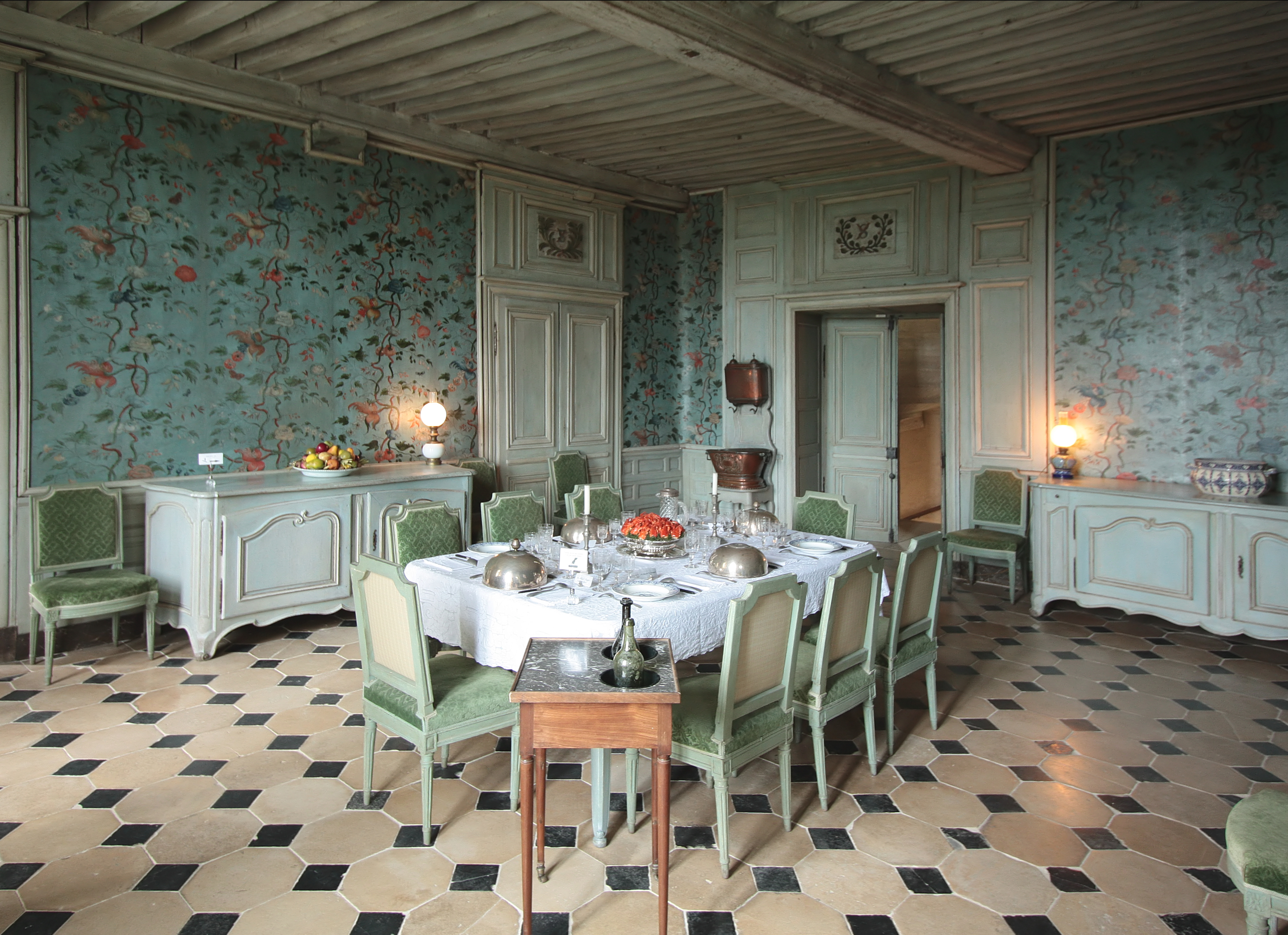

1933年，瓦伦丁和海伦娜将其出售给国家，条件是完好无损地保存18世纪的室内装饰。

## 参考

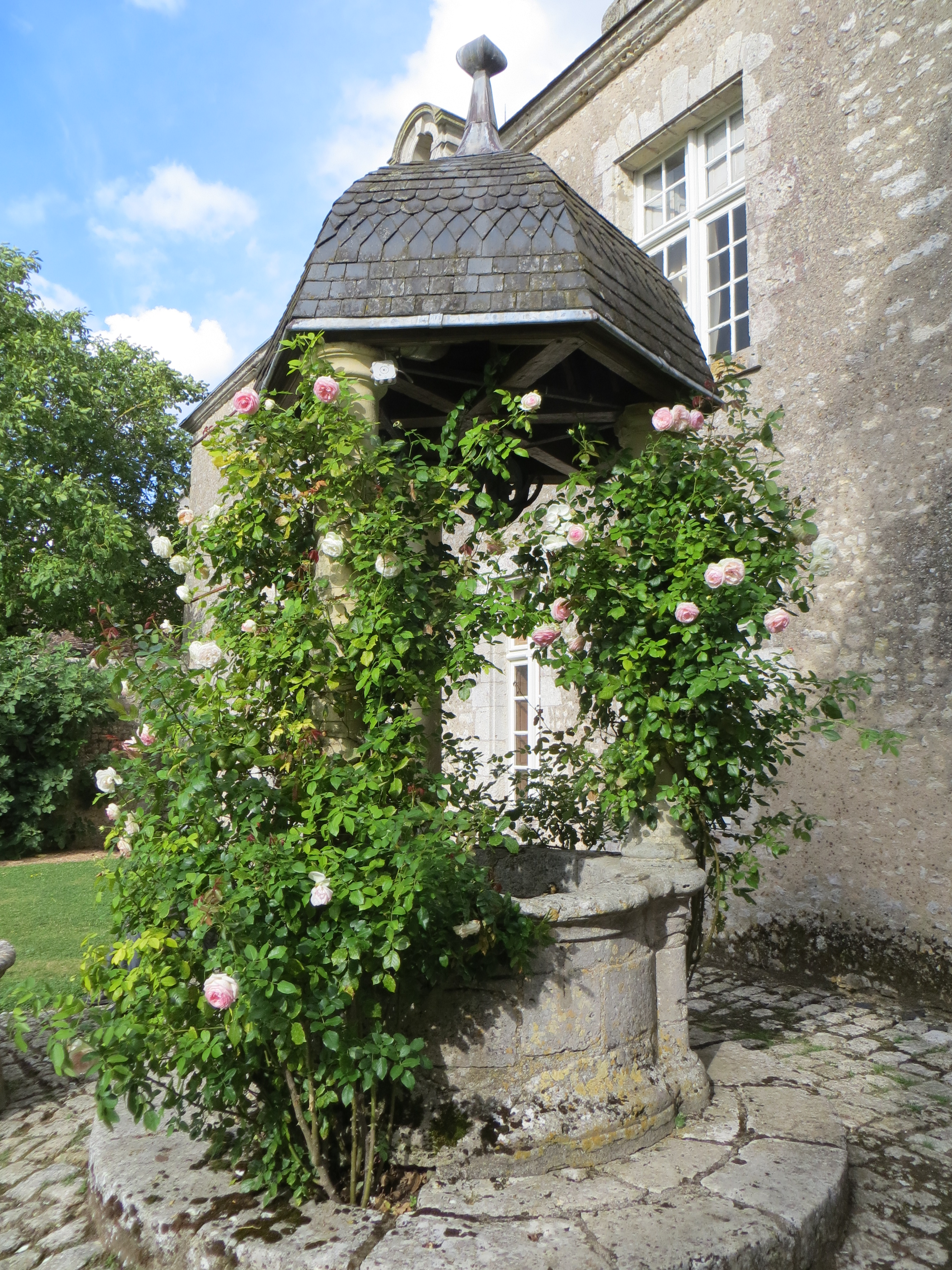
Well